# Megopis
Megopis is een kevergeslacht uit de familie van de boktorren (Cerambycidae). De wetenschappelijke naam van het geslacht werd voor het eerst geldig gepubliceerd in 1832 door Audinet-Serville.

## Soorten
Megopis omvat de volgende soorten:
- Megopis edgerleyi Vinson, 1962
- Megopis hirticollis Komiya & Drumont, 2009
- Megopis modesta (White, 1853)
- Megopis mutica Audinet-Serville, 1832
- Megopis vinsoni Quentin & Villiers, 1975